# Boîte de vitesses robotisée
Pour les articles homonymes, voir BVR.
Une boîte de vitesses robotisée est une boîte de vitesses mécanique à engrenages parallèles à laquelle est greffé un système automatisé électrotechnique, qui pilote les sélecteurs et le ou les embrayages, souvent en association avec un système électrique ou hydraulique, et qui possède deux modes de fonctionnement :
- mode automatique, comme une boîte automatique changeant les rapports au moment le plus opportun[1] ;
- mode manuel, dans le cas où le conducteur souhaite changer de rapport à l'aide de boutons, palettes, ou d'un levier, à condition que les conditions ad hoc soient réunies (pour éviter sur- et sous-régime).

Ce type de boîte de vitesses entraine la suppression de la pédale d'embrayage, laquelle devient inutile. Le pédalier comprend donc uniquement une pédale d'accélération et une pédale de frein, souvent plus large.

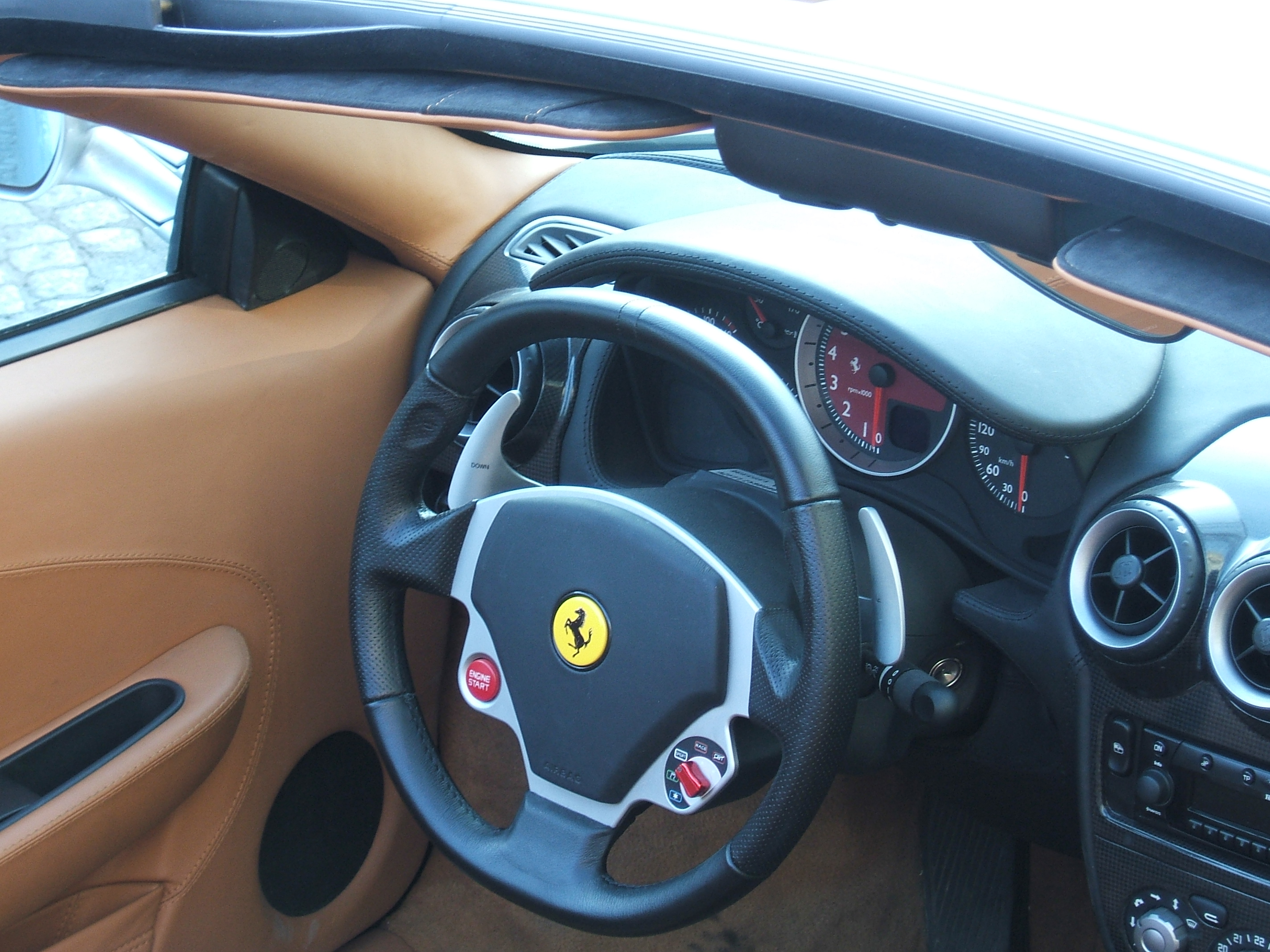
Les palettes de changement de vitesse au volant d'une Ferrari F430.

## Appellation selon le constructeur
On trouve ce type de système chez la plupart des constructeurs sous différentes appellations : Sensodrive, BMP, ETG, EAT chez PSA, Quickshift, Selespeed ou TCT chez Alfa Romeo, F1 puis DCT chez Ferrari, DSG ou S-Tronic chez VAG, PDK chez Porsche, Powershift chez Ford, 7G-DCT chez Mercedes-Benz, EDC (ou BVR en utilitaire) chez Renault

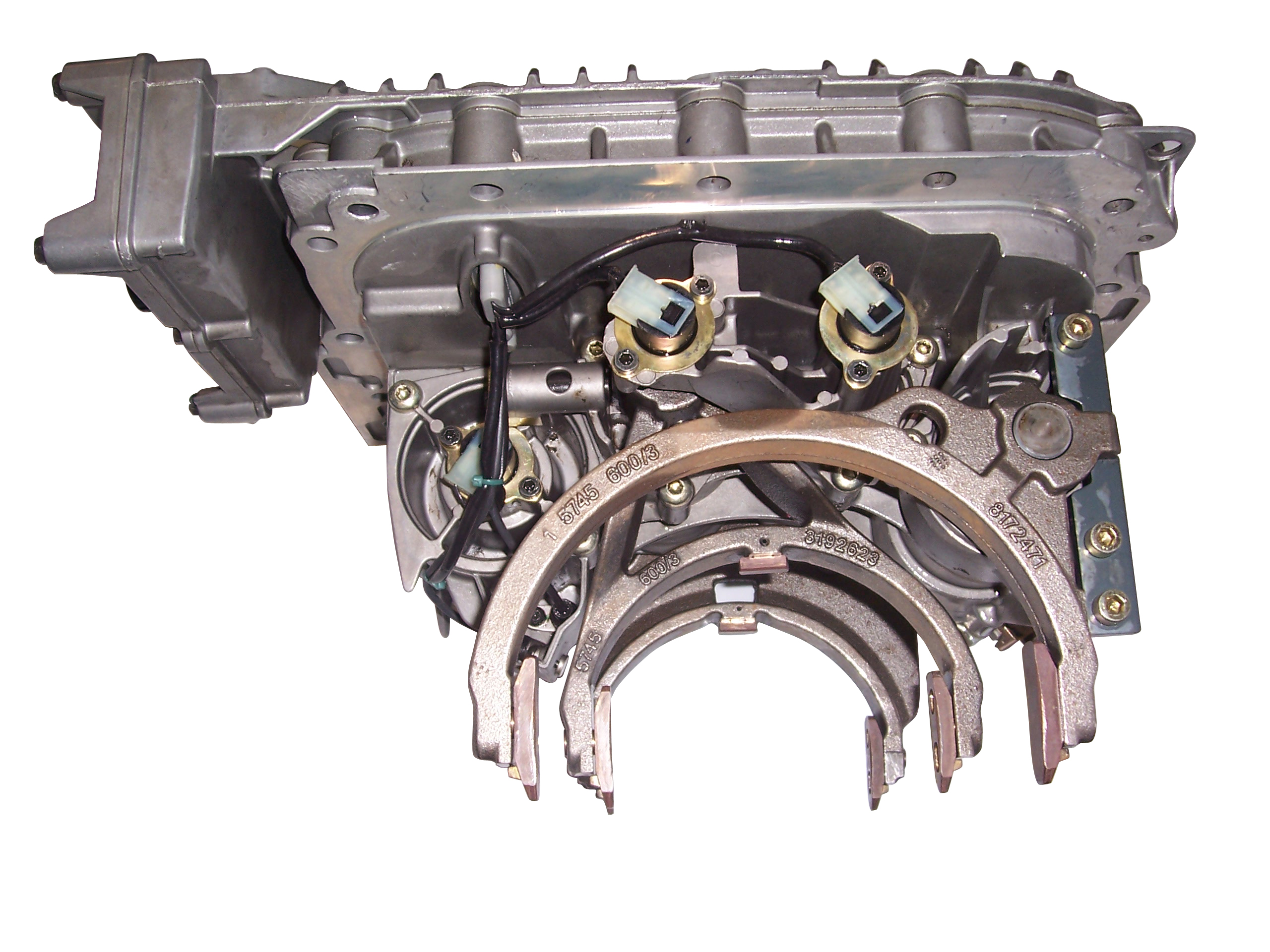
Système automatisé pneumatique de poids-lourds.

| Constructeur  | Appellation                |
| ------------- | -------------------------- |
| PSA           | Sensodrive, BMP, ETG, EAT  |
| Renault       | EDC                        |
| VAG           | DSG, S-Tronic              |
| Porsche       | PDK                        |
| Ford          | Powershift                 |
| Mercedes-Benz | DCT                        |
| Ferrari       | DCT                        |
| Hyundai-Kia   | DCT                        |
| Alfa Romeo    | Quickshift, Selespeed, TCT |

## Boîte manuelle robotisée
Les premières boîtes de vitesses robotisées ont été conçues dès la Première Guerre mondiale et ne fonctionnaient qu'en mode manuel. En Grande-Bretagne, la boîte Wilson à trains épicycloïdaux et commande électromécanique a été d'abord utilisée sur des blindés, puis à partir des années 1920 sur les célèbres autobus londoniens à impériale et de nombreuses automobiles de luxe (entre autres Daimler, Talbot, Riley).
La boîte française Cotal, assez semblable à la Wilson mais à commande électromagnétique, a équipé de nombreuses voitures de luxe françaises (Delahaye, Salmson, Delage, Hotchkiss, Voisin) jusque dans les années 1950.
L'exemple le plus répandu jusqu'à la fin du XXe siècle a été la boîte à commande hydraulique de la Citroën DS, commercialisée de 1955 à 1975. Il s'agissait là d'une boîte conventionnelle à quatre rapports dont les arbres étaient actionnés (comme l'était par ailleurs l'embrayage) par un ensemble de tiroirs et distributeurs hydrauliques alimentés par une pompe haute pression. Très agréable mais complexe et coûteux à fabriquer, ce système n'a pas survécu à la fin de la DS.
Depuis la fin des années 1990, la boîte robotisée est revenue au goût du jour dans l'automobile et l'électronique a rendu possible le mode automatique. Une première technique, conçue pour la compétition automobile, repose sur des mécanismes hydrauliques, choisis pour leur rapidité, qui reconstituent la séquence opérée manuellement par le conducteur : débrayage, mouvement des pignons, embrayage. Cette technique est arrivée en série sur la Ferrari 355 équipée de la boîte dite « F1 ». Par la suite, BMW et Alfa Romeo produiront des systèmes similaires, en réduisant les temps de passage des rapports de chaque nouveau modèle, pour descendre aujourd'hui[Quand ?] sous les 100 ms.
Parmi les constructeurs généralistes, des mécanismes électriques, plus économiques mais plus lents[réf. nécessaire], ont été préférés, tout en jouant le même rôle. On trouve de telles boîtes dans les productions des groupes Renault, PSA, Fiat ou Toyota. Ce type de boîte remplace plutôt les boîtes automatiques à convertisseur de couple, inadaptées aux petits modèles, tandis que les boîtes manuelles robotisées hydrauliques sont vendues pour leurs vertus sportives.[réf. nécessaire]

## Boîte robotisée à double embrayage
Il existe également des boîtes robotisées à double embrayage telles que :

### Boites DSG ou S-tronic

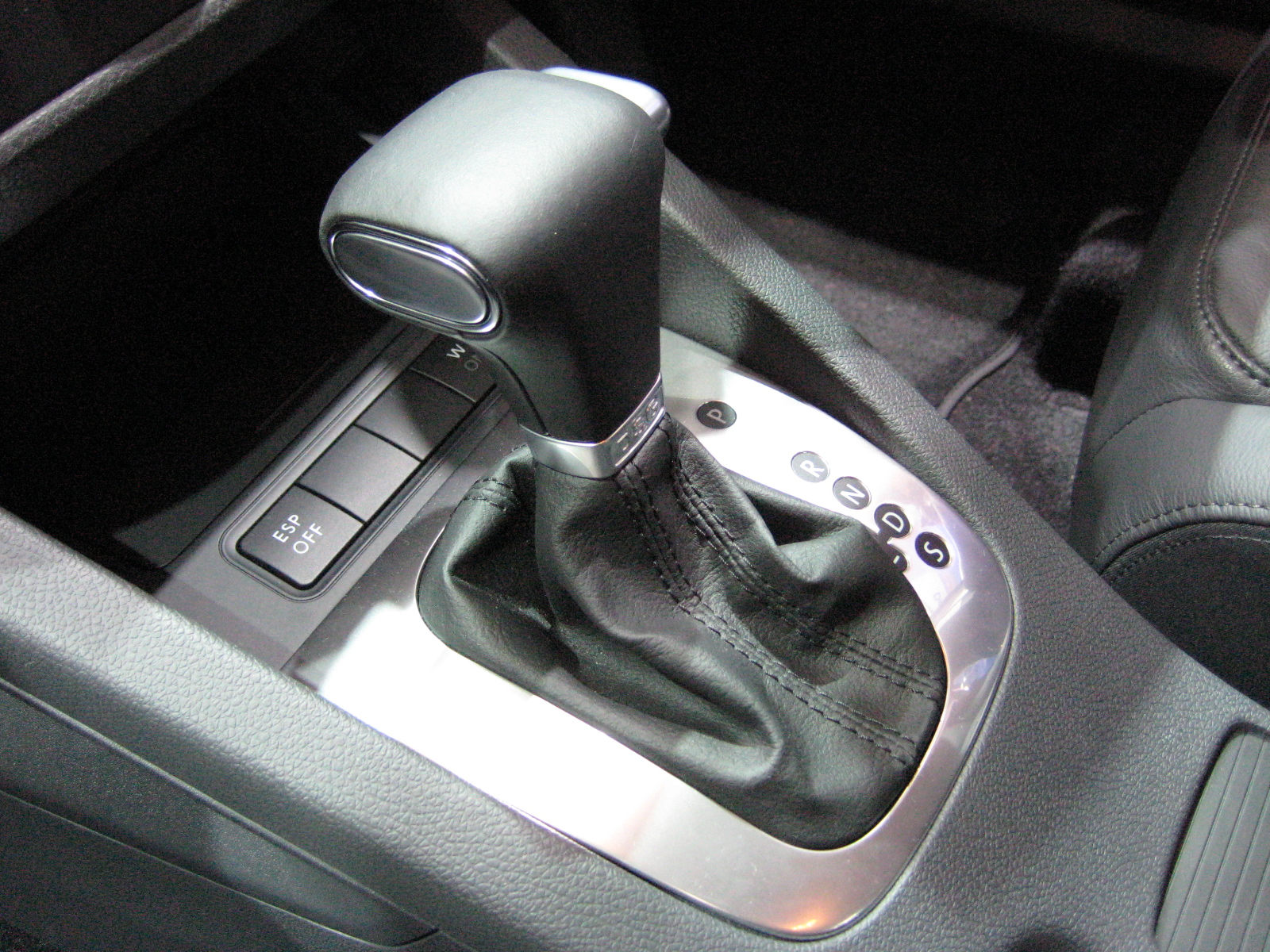
Levier de commande d'une boîte automatique DSG (Volkswagen).

La boite DSG (de l'anglais « Direct-Shift Gearbox » est la marque donnée à une boîte de vitesses à double embrayage et à commande électronique Volkswagen.
La dénomination « S-tronic », utilisée par Audi désigne le même type de boîte de vitesses.
Cette boîte de vitesses est inspirée de la boîte de vitesses à double embrayage PDK de Porsche utilisée dans les années 1980 par Porsche et Audi en compétition.
L'objectif de cette technique est d'allier les avantages des boîtes manuelles — un meilleur rendement, un coût de fabrication réduit et le plaisir de la conduite sportive — à ceux des boîtes automatiques à convertisseur de couple — le confort d'utilisation, un changement de rapport sans à-coups et sans rupture de traction (appelée « rupture de charge »). Le coût et le poids de ce type de boîte sont cependant similaires à ceux d'une boîte automatique traditionnelle.
Pour cela, la DSG se base sur le principe des embrayages doubles, dont la réalisation nécessita six années de coopération entre Volkswagen et BorgWarner. On parle dans le cas général de boîte à double embrayage DCT pour « Dual Clutch Transmission ».
Différentes variantes ont été conçues pour le groupe Volkswagen :
- en 2003 : six rapports à bain d'huile pour moteurs transversaux moyens (~350 N m) [code interne DQ250] ;
- en 2008 : sept rapports à sec pour petits moteurs transversaux (~250 N m) [code interne DQ200] ;
- en 2008 : sept rapports à bain d'huile (deux circuits) pour les gros moteurs longitudinaux Audi (~600 N m) [code interne DL501] ;
- en 2010 : sept rapports à bain d'huile pour gros moteurs transversaux (~600 N m) [code interne DQ500].
- en 2014 : dix rapports à bain d'huile pour gros moteurs transversaux (~550 N m) [code interne DQ511].
- en 2014 : sept rapports à bain d'huile pour moteurs transversaux moyens (~380 N m) [code interne DQ380].
- en 2014 : sept rapports à bain d'huile pour moteurs transversaux moyens (~430 N m) [code interne DQ381].
- en 2015 : sept rapports à bain d'huile pour moteurs longitudinaux (~400 N m) [code interne DL382].

- en 2015 : sept rapports à bain d'huile pour moteurs de la deuxième génération d'Audi R8 et la Lamborghini Huracán. [code interne DL800].

#### Principe

##### Fonctionnement

Illustration schématique des deux embrayages.

La boîte de vitesses DSG se compose en réalité de deux demi-boîtes traditionnelles placées en parallèle. Leur structure est semblable à une boîte de vitesses manuelle. La première demi-boîte se compose des rapports impairs (1-3-5) et de la marche arrière, alors que la deuxième utilise les rapports pairs (2-4-6). La DSG nécessite donc deux embrayages - en bain d'huile - spécifiques auxquels le couple est transmis. 
L'originalité de cette boîte par rapport à une boîte traditionnelle réside dans sa transmission ininterrompue du couple, évitant ainsi les à-coups de la boîte. En effet, lorsqu'un rapport pair est engagé, le rapport impair suivant est pré-sélectionné, c'est-à-dire que les pignons sont pré-engrenés. Ainsi, lors du passage suivant, le rapport est déjà engagé, si bien que le laps de temps entre le passage d'un rapport à un autre n'est pratiquement dû qu'à l'ouverture et la fermeture de l'un des deux embrayages. Selon Volkswagen, le temps de réponse est de l'ordre de huit millisecondes.

#### Conception

##### Module mécatronique
Le module mécatronique, composé du calculateur électronique et d'une unité de pilotage électrohydraulique (le « labyrinthe »), gère la boîte : le débit d’huile de refroidissement, les valves de modulation de pression, soupapes de déclenchement, etc.. Douze capteurs et plusieurs calculateurs annexes envoient des signaux à cette unité de pilotage centrale. Ce dernier adapte les positions des embrayages, celles des positionneurs hydrauliques à l'engagement d'un rapport, ainsi que la pression principale. Le module est implanté directement dans la boîte, si bien que l’interface vers le véhicule s’effectue par le biais d’une prise multibroches unique.

##### Double embrayage

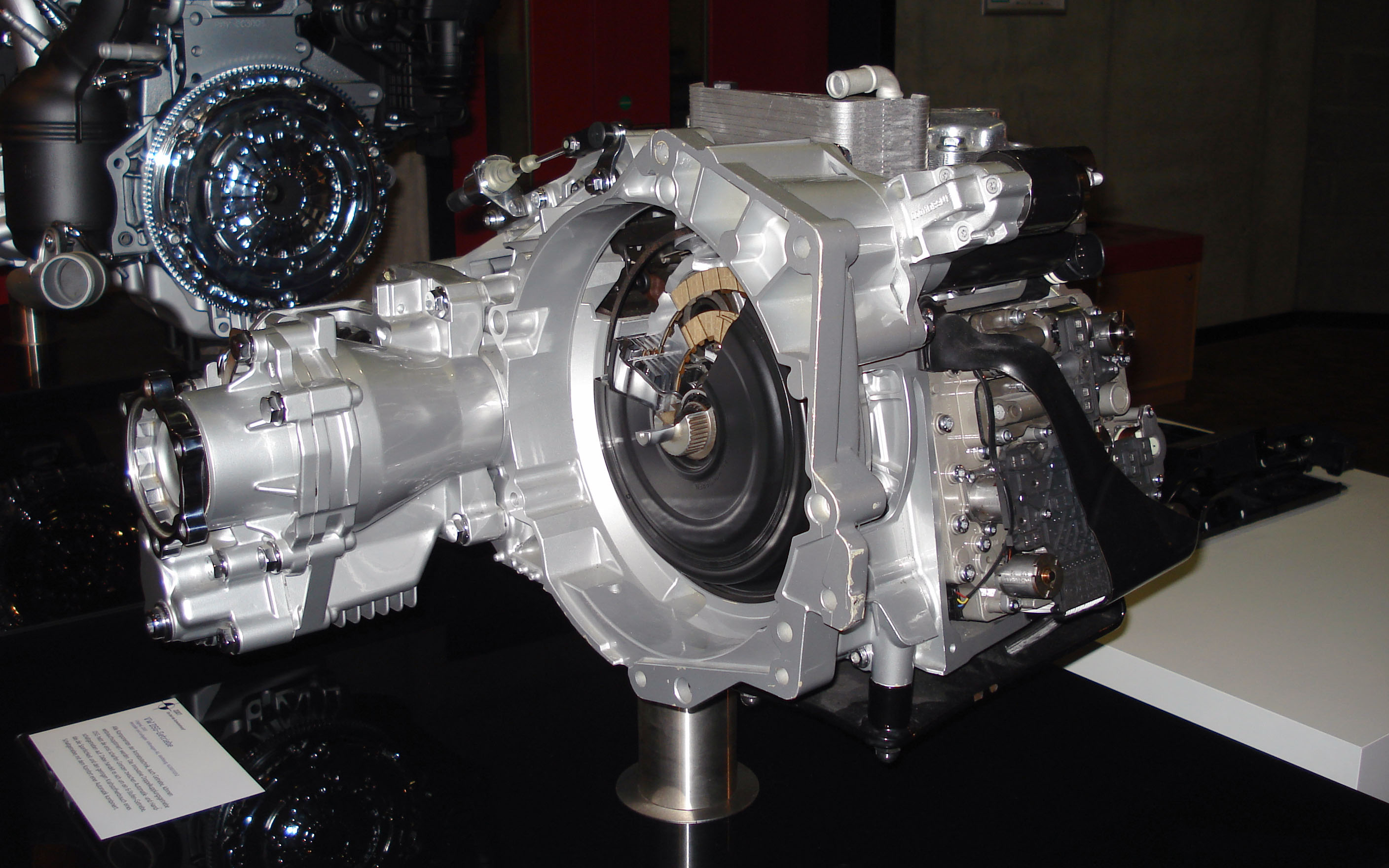
Coupe d'une boîte DSG en exposition au Musée allemand des techniques de Berlin. Les deux disques d'embrayages sont visibles.

Le couple est initialement transmis au volant bi-masse, en passant par un arbre cannelé jusqu'au moyeu d’entrée de l’embrayage. De là, un disque entraîneur permet le passage du couple dans le carter d’embrayage, plus précisément dans le disque support de lamelles externes du premier ou du second embrayage, et dans le moyeu principal. Ce dernier est guidé sur l’arbre d’entrée par le biais de deux cages à aiguilles. 
La compensation des pistons d’activation des embrayages est réalisée hydrauliquement en agissant à l’encontre des ressorts de rappel. L'huile sous pression est pour cela acheminée dans la chambre d’embrayage via des canaux axiaux au travers d’une entretoise tournante. Cette alimentation en huile est certes continue, mais elle est pilotable. Un capteur de température implanté dans la chambre permet de suivre l’évolution de la température de l’huile cisaillée, et de piloter le débit d'huile.
Étant donné le débit d’huile de 20 l/min et la capacité de stockage calorique importante de la boîte DSG, des pointes de puissances dissipées par frottements peuvent atteindre jusqu’à 70 kW. La transmission du couple de 350 N m s’effectue avec une pression de consigne de 10 bars.

#### Utilisation
La boîte DSG est une boîte de vitesses automatique. L'utilisation de cette boîte correspond à l'utilisation d'autres boîtes complètement automatiques. La seule action du conducteur consiste à manipuler le levier de vitesse au démarrage, pour reculer, pour se garer ou dans des situations particulières, comme pour changer un rapport trop élevé dans des pentes trop fortes.
Si le conducteur souhaite un choix de vitesse manuel, il peut le déclencher avec un changement de vitesse au volant ou en actionnant le levier de vitesse (en avant ou en arrière) dans un second passage. Cependant, en mode manuel (ou séquentiel) le comportement du conducteur est surveillé par l'électronique qui peut si  nécessaire rétrograder (pour ne pas caler) ou monter une vitesse (pour ne pas être en sur-régime), si le conducteur manque d'attention, ce qui constitue une sécurité pour la mécanique.

### Porsche DoppelKupplung (PDK)
La Porsche DoppelKupplung (PDK) est une boîte robotisée à double embrayage (inspiratrice des boîtes DSG) et à sept rapports. Elle s'utilise en mode manuel ou automatique, le changement des rapports est ultra rapide et sans rupture de couple pour de meilleures accélérations et une réduction de la consommation. L'étagement des six premiers rapports est sportif, le septième se contentant d'améliorer la consommation à vitesse constante (overdrive).
La boîte PDK dans son principe, date du milieu des années 1980. Porsche a initialement développé cette boîte de vitesses pour la compétition. Des voitures comme la Porsche 962 ou l'Audi Quattro Sport E2 (au RAC 1985 notamment) ont été équipées de cette boîte qui comportait six vitesses et des embrayages à sec.

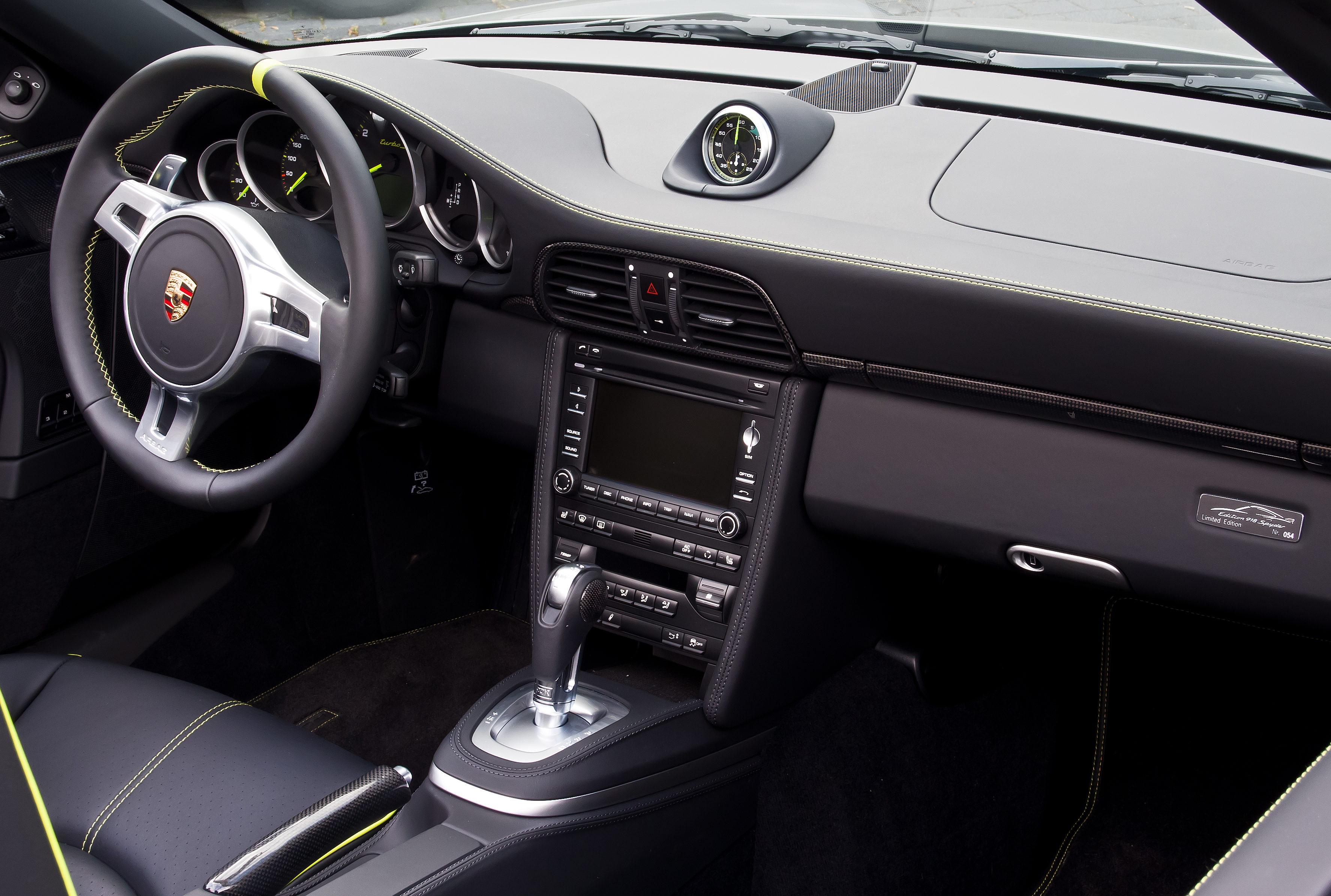
Levier d'une boîte automatique PDK dans une Porsche 911 Turbo S

### Boîte de vitesses automatique Renault (EDC)
Le sigle « EDC » signifie Efficient Dual Clutch. C'est une boîte de vitesses automatique à double embrayage à six ou sept rapports. Elle s'utilise aussi bien en mode automatique qu'en mode séquentiel. Dans les deux cas, le changement des rapports est rapide et sans rupture de couple, privilégiant la performance ou l'économie au travers d'un sélecteur manuel.
L'EDC fait son apparition chez Renault pour la première fois en 2010 sur la Mégane III. En 2013, elle est disponible sur Clio, Mégane, Scenic et Captur. En 2015, la boîte EDC est proposée sur la Twingo III, le Kadjar et l'Espace V (sept rapports sur le TCe 200). En 2016, elle est proposée sur la Megane IV, et la Talisman (sept rapports sur le TCe 200/205), ainsi que sur le Duster.

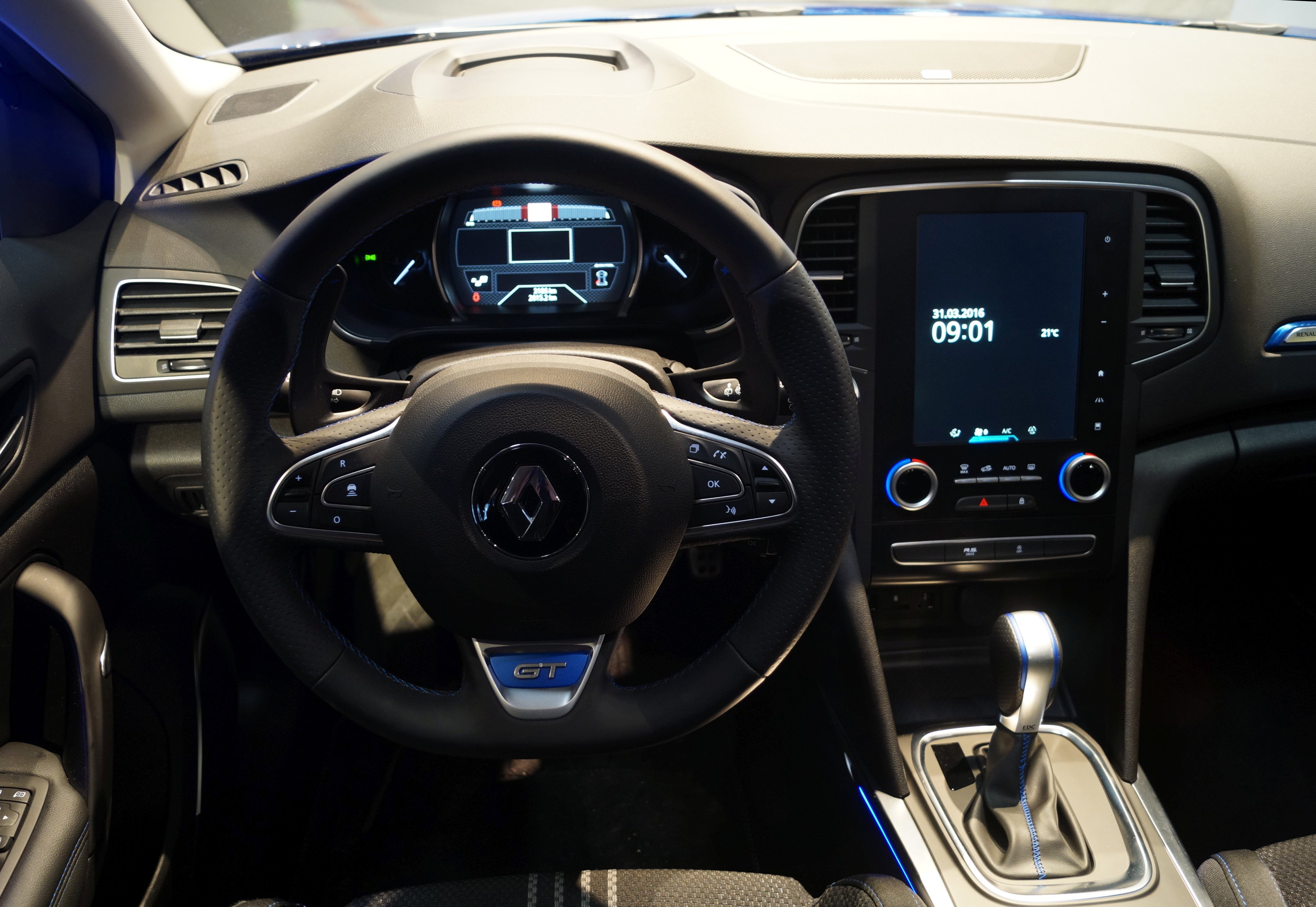
Levier de boîte automatique EDC d'une Renault Mégane